# Rounders
|  | No s'ha de confondre amb The Rounders. |

Rounders és una pel·lícula estatunidenca, dirigida per John Dahl i protagonitzada per Matt Damon i Edward Norton, que va ser estrenada l'any 1998. Ha estat doblada al català. Va optar al Lleó d'Or a la Mostra de Venècia.

## Argument
Mike McDermott (Matt Damon), estudiant de dret, és un bon jugador de Pòquer acostumat a jugar-se grans quantitats de diners. Decideix deixar el joc per poder centrar-se en la carrera i en la seva novia Jo (Gretchen Mol).
Un dia, un vell amic d'en Mike, Lester Murphy (Edward Norton), alias Worm, surt de la presó. Lester deu una gran suma de diners i demana ajuda al seu amic per, jugant al pòquer, aconseguir la suma i salvar la vida. Després de pensar-s'ho molt, en Mike accepta i retorna al món del joc. Per poder obtenir els diners jugaran tota classe de partides contra oponents de tota classe.

## Repartiment
- Matt Damon: Mike McDermott
- Edward Norton: Lester Murphy
- Gretchen Mol: Jo
- John Malkovich: Teddy KGB
- John Turturro: Joey Knish
- Famke Janssen: Petra
- Martin Landau: Abe Petrovsky